# Julio César Rosero
Julio César Rosero Rosero (Quito, 11 giugno 1964) è un ex calciatore ecuadoriano, di ruolo centrocampista.